# Luna Maximoff
Luna Maximoff est un personnage de fiction, une inhumaine appartenant à l'Univers de Marvel Comics. Créée par le scénariste et dessinateur John Byrne, elle apparaît pour la première fois dans le comic book Fantastic Four #240 de mars 1982. En France, elle apparaît pour la première fois dans Nova no 106 de novembre 1986. Luna Maximoff est la fille de Crystalia Amaquelin / Crystal de la famille royale des Inhumains et du mutant Pietro Maximoff / Vif-Argent. Elle est la première hybride entre ces deux espèces.

## Biographie du personnage
Luna Maximoff est la première naissance parmi les Inhumains après le départ de la cité d'Attilan pour la Lune. Son prénom fait d'ailleurs référence à cet astre. Bien que ses deux parents aient des super-pouvoirs, elle nait sans aucune capacité surhumaine. Elle grandit dans la cité d'Attilan et assiste à la séparation progressive de ses parents. La jeune fille est à plusieurs reprises la cible des Acolytes, groupe de mutants dévoués à la cause de son grand-père paternel, le puissant mutant Magnéto. Ils souhaitent détruire cette descendance de leur maître parce qu'ils considèrent son absence de pouvoirs comme une aberration.
Luna Maximoff est âgée de six ans lorsque 90 % des mutants dont son père perdent leurs pouvoirs. Pietro Maximoff décide de s'exposer aux brumes terrigènes issus de cristaux très précieux pour les Inhumains. L'ex-mutant retrouve ses capacités et vole les cristaux. Il s'enfuit avec sa fille sur Terre. Elle est exposée aux cristaux et développe un don d'empathie qui évolue par la suite jusqu'à la modification des émotions. L'armée américaine s'empare des cristaux. Vif-Argent ramène sa fille dans la cité d'Attilan pour qu'elle soit en sécurité et qu'elle apprenne à maîtriser ses nouvelles capacités.
Luna Maximoff suit son peuple lorsqu'il décide d'accomplir sa destinée, la gouvernance de l'empire Kree. Elle revoit son père lorsqu'il leur apporte des cristaux xérogènes volés des décennies auparavant par l'Innommable. Pietro Maximoff justifie ses exactions passées en prétendant avoir été remplacé par un Skrull. La Famille Royale et son ex-femme Crystal croient en ses paroles. Lorsqu'ils sont tous les deux, Luna révèle à son père que ses pouvoirs lui ont permis de comprendre qu'il avait menti. La jeune enfant lui annonce qu'elle ne dira rien aux Inhumains mais que maintenant il allait devoir vivre en sachant qu'il est un menteur aux yeux de sa propre fille.

## Pouvoirs et capacités
Depuis son exposition aux cristaux terrigènes, Luna Maximoff est capable de ressentir et de manipuler les émotions des gens.